# Filipovské sedlo
Filipovské sedlo (656 m n.p.m.) – mało wybitna przełęcz w Beskidzie Niskim, leżąca w głównym grzbiecie wododziałowym Karpat. Znajduje się pomiędzy szczytami Filipovský vrch (705 m n.p.m.; na wschodzie) a Nad Tysowym (713 m n.p.m.; na północnym zachodzie). Grzbietem, przez siodło przełęczy, biegnie granica państwowa polsko-słowacka.

## Szlaki turystyczne
- Ożenna – Filipovské sedlo – Przełęcz Mazgalica – Baranie - Barwinek – Przełęcz Dukielska
- słowacki szlak graniczny
- Filipovské sedlo - Vápenické sedlo